# La Villedieu-du-Clain
La Villedieu-du-Clain is een gemeente in het Franse departement Vienne (regio Nouvelle-Aquitaine) en telt 1388 inwoners (2005). De plaats maakt deel uit van het arrondissement Poitiers.

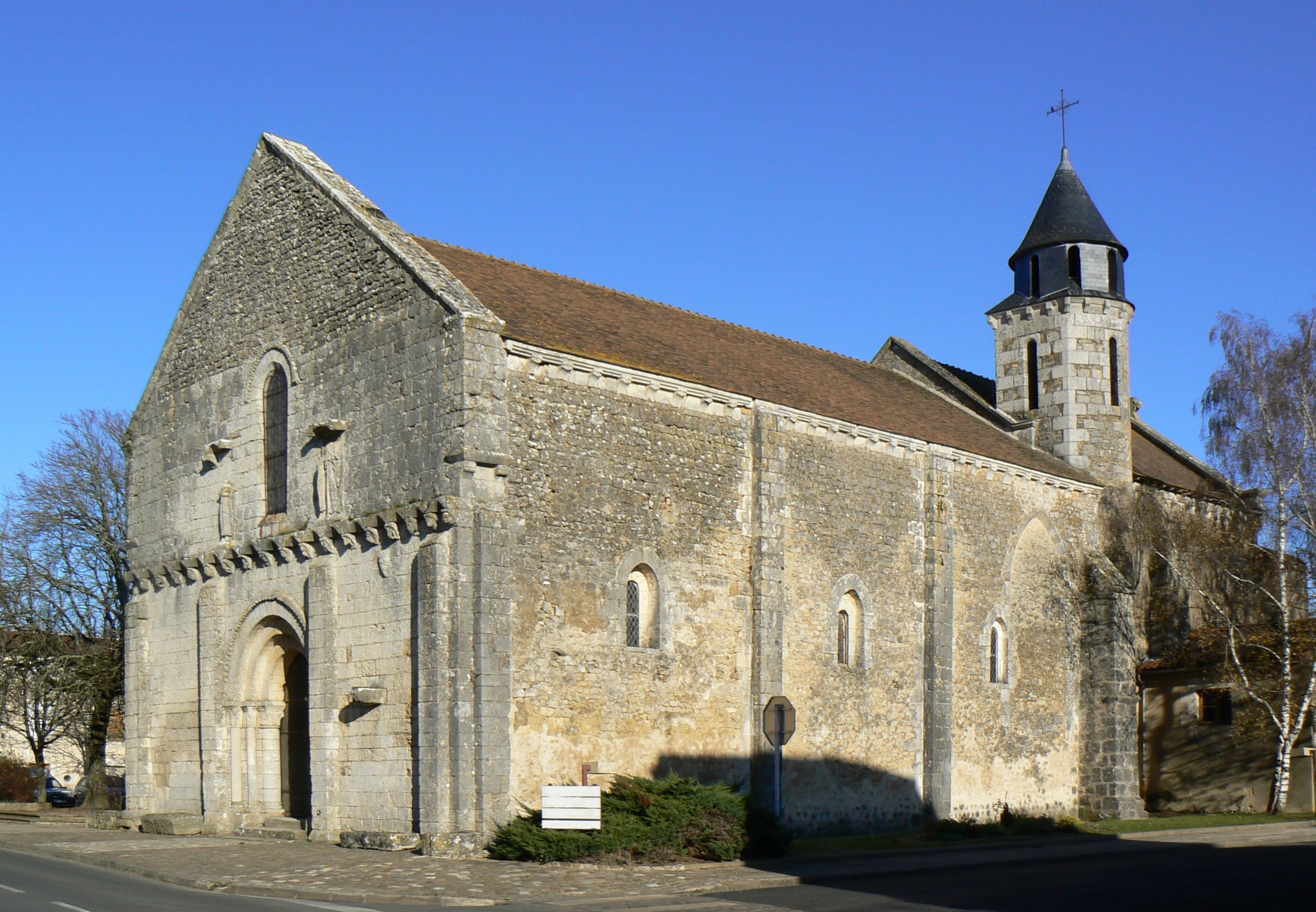
Kerk van La Villedieu-du-Clain
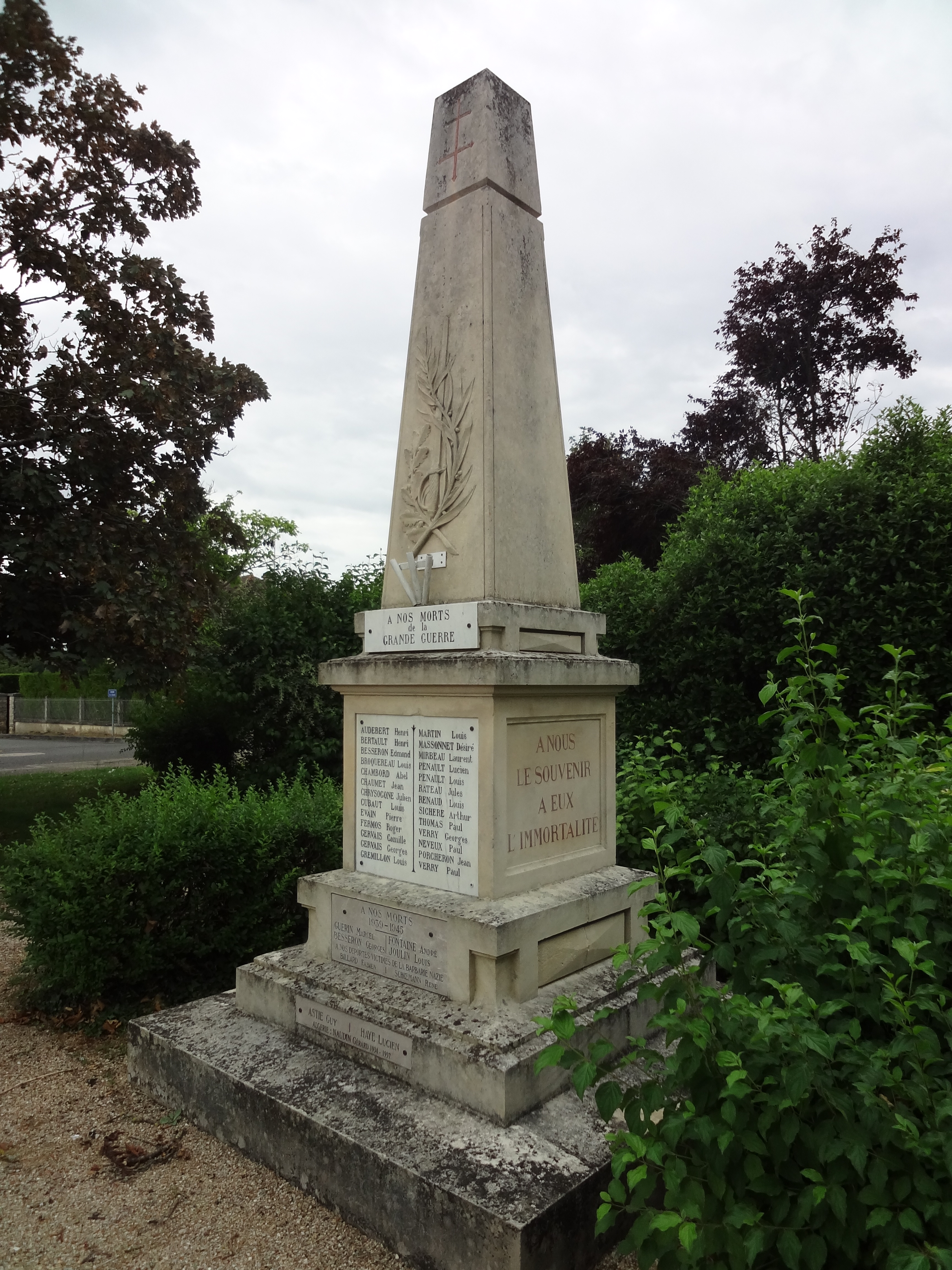
Oorlogsmonument
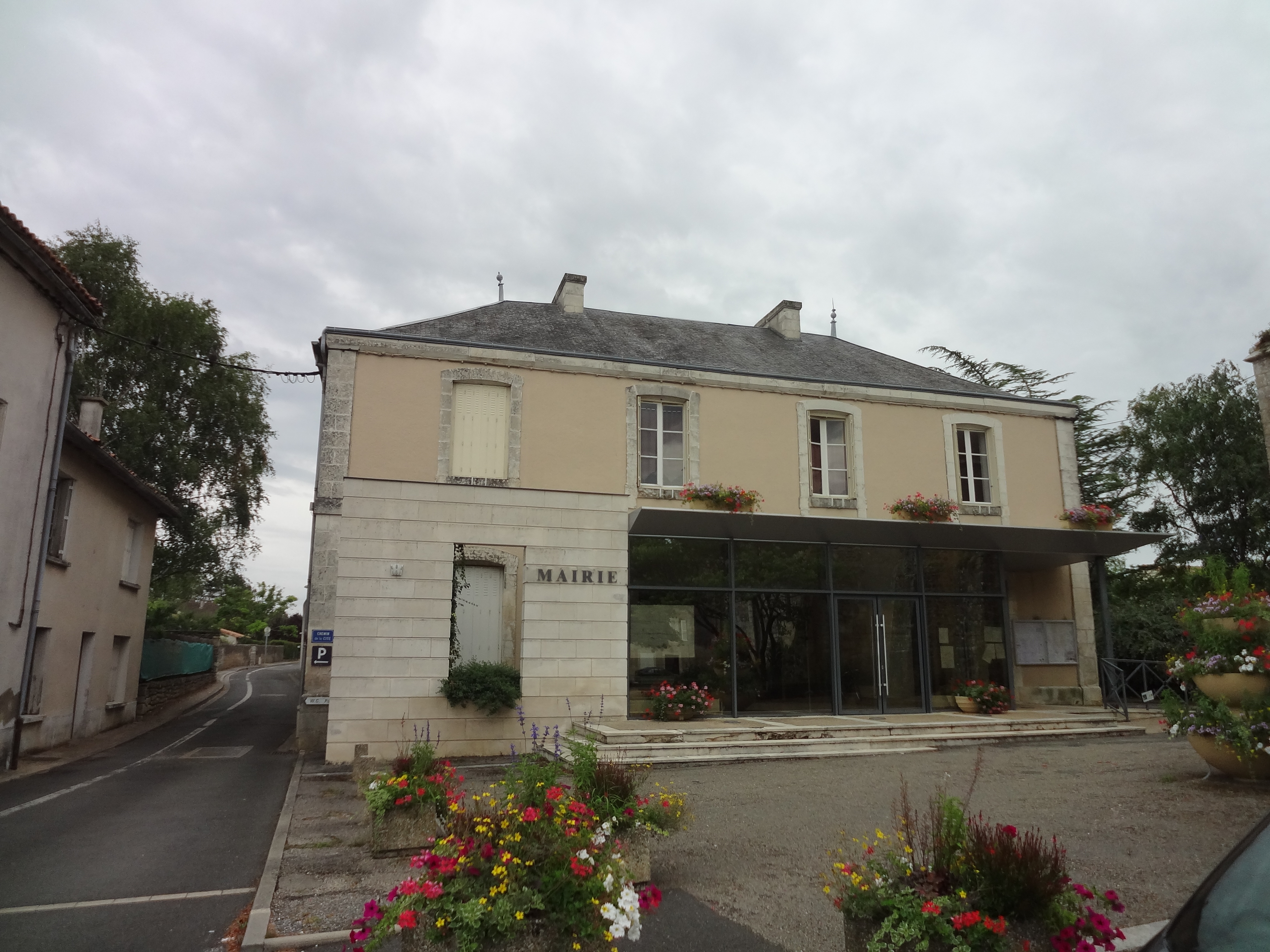
Gemeentehuis

## Geografie
De oppervlakte van La Villedieu-du-Clain bedraagt 7,2 km², de bevolkingsdichtheid is 192,8 inwoners per km².
De onderstaande kaart toont de ligging van La Villedieu-du-Clain met de belangrijkste infrastructuur en aangrenzende gemeenten.

## Demografie
Onderstaande figuur toont het verloop van het inwonertal (bron: INSEE-tellingen).